# جورج كينغ (لاعب كرة قدم)
جورج كينغ (بالإنجليزية: George King)‏ (5 يناير 1923 في المملكة المتحدة - 1 يناير 2009) هو مدرب كرة قدم ولاعب كرة قدم بريطاني (وحمل سابقاً جنسية المملكة المتحدة لبريطانيا العظمى وأيرلندا) في مركز الهجوم. لعب مع برادفورد سيتي وبورت فايل ونادي غيلينغهام ونيوكاسل يونايتد وهال سيتي ونادي بارو ونادي كينغز لين وEly City F.C. ‏.